# Rudolf Buchheim

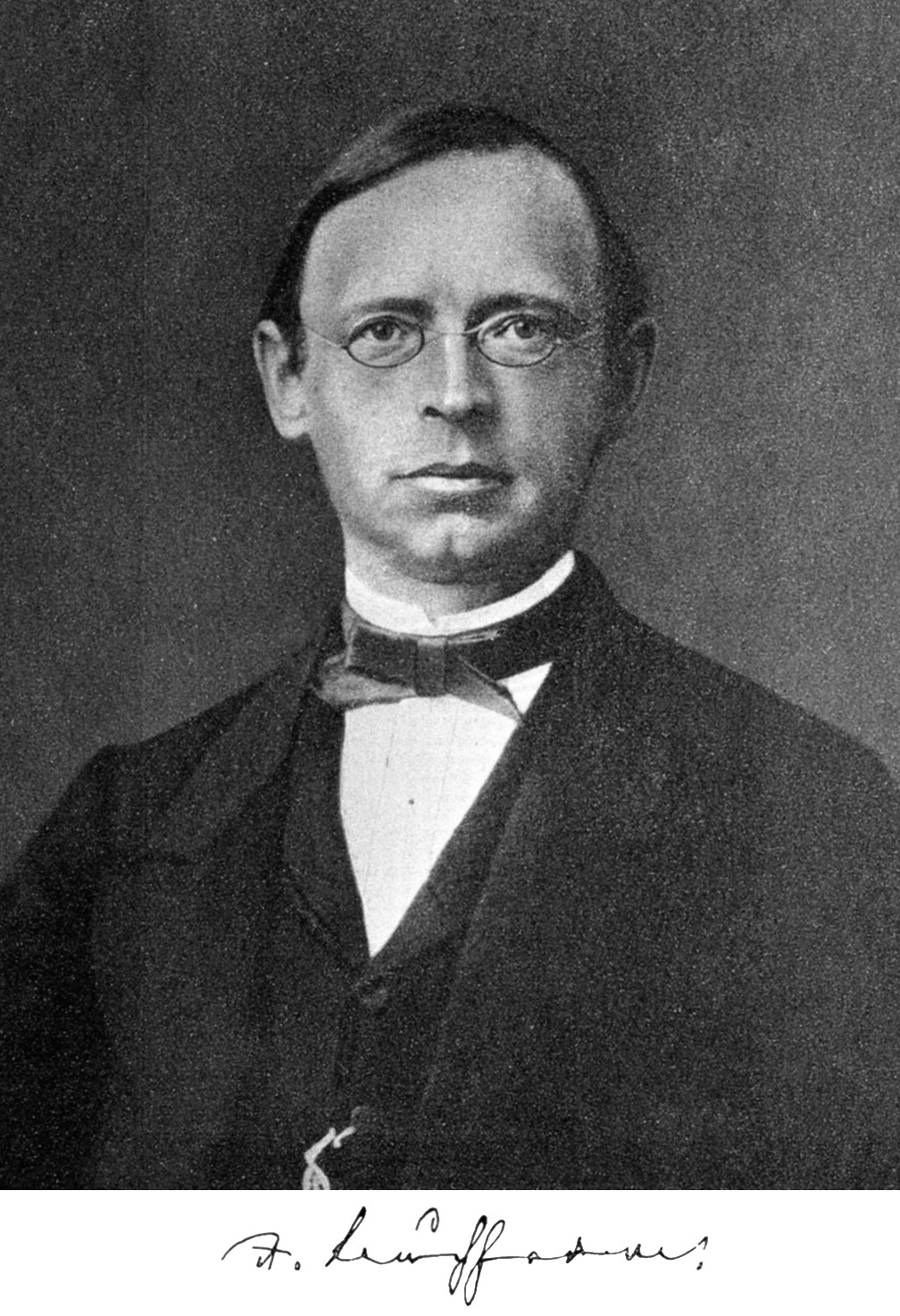
Rudolf Buchheim

Rudolf Buchheim (1 de março de 1820 - 25 de dezembro de 1879) foi um farmacologista alemão.
É lembrado como o pioneiro no trabalho de experimentação farmacológica, introduzindo bioensaios e tornando a farmacologia uma verdadeira ciência. Foi fundador do primeiro instituto de farmacologia na Universidade de Dorpat, na Estônia.